# MFi Program

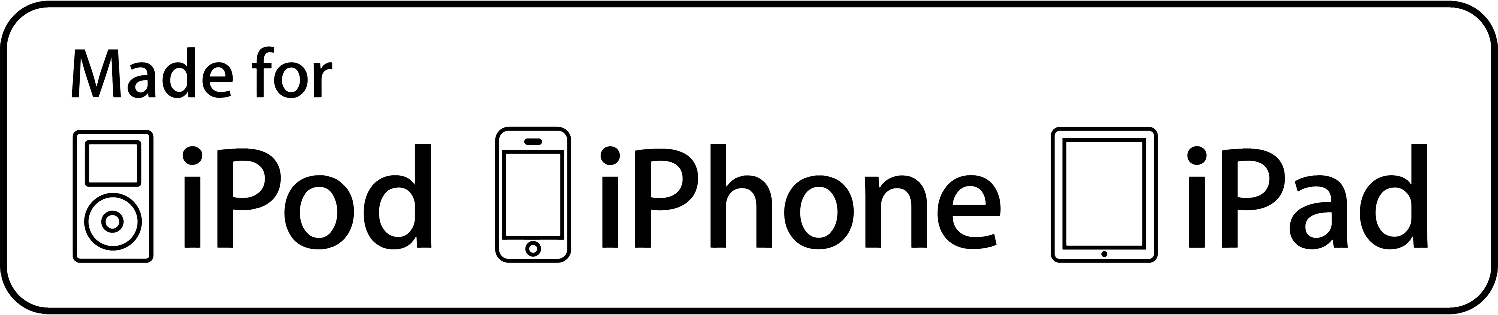
Zeichen „Made for iPod/iPhone/iPad“

Das MFi Program (eng.l .kurz für Made for iPhone/iPod/iPad, dt. „Für das iPhone/iPod/iPad gemacht“) ist ein Lizenzierungsprogramm von Apple für Entwickler von Hardware, die mit Apples iPod, iPad und iPhone kompatibel ist. Der Name ist eine verkürzte Version von Made for iPod, dem ursprünglichen Programm, das später dann zu MFi wurde.
Das MFi-Programm umfasst verschiedene Geräteanschlüsse, wie den Klinkenstecker, den originalen Dock-Connector und den neueren Lightning-Anschluss und auch AirPlay. Unternehmen, die dem MFi-Programm beitreten und verschiedene Zertifikationstests bestehen, sind berechtigt, verschiedene Logos des MFi-Programms und das Zeichen „Made for iPod/iPhone/iPad“ auf ihren Produkten zu verwenden.